# 23756 Daniellozano
23756 Daniellozano è un asteroide della fascia principale. Scoperto nel 1998, presenta un'orbita caratterizzata da un semiasse maggiore pari a 2,2925517 UA e da un'eccentricità di 0,1424442, inclinata di 3,23397° rispetto all'eclittica.